# Farfalle e falene endemiche dell'Italia
Le farfalle e falene endemiche dell'Italia, in senso stretto, comprendono quasi 200 specie; a queste si possono aggiungere circa un centinaio di specie il cui areale si estende ad alcune porzioni dei paesi confinanti. Alle specie endemiche si aggiungono infine oltre 200 sottospecie (una settantina delle quali relative al solo genere Zygaena), per un totale di più di 500 taxa. Nell'elenco non vengono prese in considerazione la maggior parte delle numerose forme geografiche descritte per le farfalle diurne (non essendoci accordo nell'attribuire ad esse lo status di sottospecie) e neppure gli endemismi alpini che risultano ampiamente distribuiti anche nel versante settentrionale delle Alpi.
Più della metà di questi taxa sono endemici della regione sardo-corsa (con areale talvolta esteso all'Arcipelago Toscano o più raramente alla Toscana continentale) oppure dell'Appennino (soprattutto centrale e meridionale, con eventuale estensione dell'areale alla Sicilia o alle Alpi liguri e Marittime). Un numero minore di taxa risulta endemico di settori limitati delle Alpi (oltre il 20%) o della Sicilia (poco più del 10%, talvolta con areale esteso anche alla Calabria). Poche le specie o le sottospecie endemiche della Pianura Padano-Veneta (soprattutto nordorientale) o di gran parte dell'Italia.
Delle 30 specie italiane della famiglia Micropterigidae, (microlepidotteri primitivi appartenenti al sottordine Zeugloptera), 16 sono endemiche. L'unica specie europea della famiglia Brahmaeidae è endemica dell'Italia meridionale.

## Famiglia Micropterigidae
- Micropterix completella Staudinger, 1870 (Endemica della Sardegna)
- Micropterix emiliensis Viette, 1950 (Endemica dell'Italia settentrionale)
- Micropterix erctella Walsingham, 1919 (Endemica della Sicilia)
- Micropterix fenestrellensis Heath & Kaltenbach, 1984 (Endemica delle Alpi liguri, anche sul versante francese, e delle Alpi Cozie)
- Micropterix garganoensis Heath, 1960 (Endemica dell'Italia centromeridionale)
- Micropterix hartigi Heath, 1981 (Endemica dell'Italia centromeridionale)
- Micropterix isobasella Staudinger, 1871 (Endemica delle Alpi italiane e della Svizzera meridionale)
- Micropterix italica Heath, 1981 (Endemica della Campania)
- Micropterix rablensis Zeller, 1868 (Endemica di Carinzia, Stiria e Friuli)
- Micropterix renatae M. I. Kurz, M. A. Kurz & Zeller-Lukashort, 1997 (Endemica dell'Appennino settentrionale)
- Micropterix trifasciella Heath, 1965 (Endemica del Piemonte e delle Alpi francesi)
- Micropterix trinacriella M. A. Kurz, Zeller-Lukashort & M. I. Kurz, 1997 (Endemica della Sicilia)
- Micropterix tuscaniensis Heath, 1960 (Endemica dell'Italia centromeridionale)
- Micropterix uxoria Walsingham, 1919 (Endemica della Sicilia)
- Micropterix vulturensis Heath, 1981 (Endemica dell'Italia centromeridionale)
- Micropterix zangheriella Heath, 1963 (Endemica dell'Italia centromeridionale)

## Famiglia Hepialidae
- Pharmacis claudiae Kristal, Hirneisen & Steiner, 1994 (Endemica della Valle d'Aosta e del Piemonte)
- Pharmacis aemiliana (Costantini, 1911) (Endemica dell'Appennino)
- Pharmacis bertrandi (Le Cerf, 1936) (Endemica di Hautes-Alpes, Alta Savoia e Piemonte)
- Pharmacis anselminae (Teobaldelli, 1977) (Endemica della Val d'Aosta)

## Famiglia Nepticulidae
- Trifurcula aetnensis Lastuvka & Lastuvka, 2005 (Endemica dell'Etna)
- Trifurcula cytisanthi Lastuvka & Lastuvka, 2005 (Endemica dell'Italia)
- Trifurcula baldensis Lastuvka & Lastuvka, 2005 (Endemica del Monte Baldo)
- Trifurcula trasaghica Lastuvka & Lastuvka, 2005 (Endemica del Friuli)
- Ectoedemia (Fomoria) vincamajorella (Hartig, 1964) (Endemica dell'Italia centromeridionale)
- Ectoedemia (Ectoedemia) phyllotomella (Klimesch, 1946) (Endemica dell'Appennino)

## Famiglia Adelidae
Sottofamiglia Nematopogoninae
- Nematopogon prolai (Hartig, 1941) (Endemica dell'Italia centromeridionale)
- Nematopogon sericinellus Zeller, 1847 (Endemica dell'Italia centromeridionale e della Sicilia)

## Famiglia Tineidae
Sottofamiglia Tineinae
- Reisserita panormitanella (Mann, 1859) (Endemica della Sicilia e della Sardegna)

Sottofamiglia Meessiinae
- Eudarcia (Meessia) vacriensis (Parenti, 1964) (Endemica dell'Italia centromeridionale)
- Eudarcia (Meessia) nerviella (Amsel, 1954) (Endemica della provincia di Genova)
- Eudarcia (Meessia) brachyptera (Passerin d'Entrèves, 1974) (Endemica della Liguria occidentale)
- Eudarcia (Meessia) palanfreella Baldizzone & Gaedike, 2005 (Endemica delle Alpi Marittime)
- Eudarcia (Meessia) sardoa (Passerin d'Entrèves, 1978) (Endemica della Sardegna)
- Eudarcia (Obesoceras) derrai (Gaedike, 1983) (Endemica della Sardegna)
- Eudarcia (Obesoceras) romana (Petersen, 1968) (Endemica dell'Italia centromeridionale)
- Infurcitinea sardica (Amsel, 1952) (Endemica della Sardegna)
- Infurcitinea belviella Gaedike, 1980 (Endemica della Sardegna)
- Infurcitinea sardiniella Vari, 1942 (Endemica della Corsica e della Sardegna)
- Infurcitinea siciliana Petersen, 1964 (Endemica della Sicilia)
- Infurcitinea yildizae Koçak, 1981 (Endemica dell'Italia settentrionale)
- Novotinea liguriella Amsel, 1950 (Endemica del Piemonte, della Liguria e del dipartimento francese delle Alpes-Maritimes)
- Novotinea mistrettae Parenti 1966 (Endemica della Sicilia)
- Novotinea carbonifera (Walsingham, 1900) (Endemica della Corsica e della Sardegna)

Sottofamiglia Nemapogoninae
- Triaxomera baldensis Petersen, 1983 (Endemica dell'Italia settentrionale)
- Triaxomera marsica Petersen, 1984 (Endemica del parco nazionale d'Abruzzo, Lazio e Molise)
- Nemapogon sardica Gaedike, 1983 (Endemica della Sardegna)

## Famiglia Eriocottidae
- Eriocottis fuscanella Zeller, 1847 (Endemica di Italia centromeridionale, Sicilia, Sardegna e Malta)

## Famiglia Psychidae
Sottofamiglia Naryciinae
- Dahlica leoi (Dierl 1970) (Endemica del Piemonte e della Svizzera)
- Dahlica exulans Herrmann, 2000 (Endemica dell'Italia continentale)
- Postsolenobia juliella (Rebel, 1919) (Endemica del Friuli-Venezia Giulia e Slovenia)
- Brevantennia triglavensis (Rebel, 1919) (Endemica di Friuli, Carinzia e Slovenia occidentale)
- Brevantennia siederi (Sauter, 1954) (Endemica di Trentino, Veneto e Svizzera)

Sottofamiglia Taleporiinae
- Taleporia defoliella Constant, 1895 (Endemica dell'Appennino, del Piemonte meridionale e delle Alpes-Maritimes)
- Pseudobankesia contractella Hättenschweiler, 1994 (Endemica di Trentino, Veneto e Svizzera)
- Sciopetris hartigi Sieder, 1976 (Endemica della Sardegna)

Sottofamiglia Epichnopteryginae
- Bijugis apistella (Rebel, 1917) (Endemica dell'Appennino settentrionale)
- Reisseronia hofmanni (Heylaerts, 1879) (Endemica della Sicilia e della Calabria)
- Montanima karavankensis (Höfner, 1898) (Endemica di Lombardia, Carinzia e Slovenia)
- Montanima venetiana Meier, 1964 (Endemica delle Alpi meridionali tra la Val Brembana e il Monte Cavallo, tra il Veneto e il Friuli)

Sottofamiglia Oiketicinae
- Leptopterix dellabeffai Hartig, 1936 (Endemica del Piemonte: Val Soana)
- Leptopterix turatii Hartig, 1936 (Endemica della Lombardia)
- Ptilocephala wockei (Standfuss, 1882) (Endemica dell'Appennino centrale e meridionale, a nord fino alla Romagna)
- Ptilocephala vesubiella (Millière, 1872) (Endemica delle Alpes Maritimes e del Piemonte)
- Phalacropterix apiformis (Rossi, 1790) (Endemica di Italia continentale, Alpes Maritimes, Corsica, Sardegna, Sicilia e Malta)
- Apterona stauderi Wehrli, 1923 (Endemica della Basilicata e della Calabria)

## Famiglia Bucculatricidae
- Bucculatrix bicolorella Chrétien, 1915 (Endemica dell'Italia centromeridionale)

## Famiglia Gracillariidae
Sottofamiglia Gracillariinae
- Parornix bifurca Triberti, 1998 (Endemica dell'Italia continentale)
- Parornix loricata Triberti, 1998 (Endemica della Pianura Padana)

Sottofamiglia Lithocolletinae
- Phyllonorycter aemula Triberti, Deschka & Huemer, 1997 (Endemica delle Alpi meridionali e orientali dal Trentino-Alto Adige alla Carinzia)
- Phyllonorycter baldensis Deschka, 1986 (Endemica dell'Italia settentrionale)
- Phyllonorycter cytisus (Amsel & Hartig, 1952) (Endemica della Sardegna)
- Phyllonorycter sardiniensis (Amsel, 1939) (Endemica della Sardegna)

## Famiglia Yponomeutidae
- Kessleria (Kessleria) insubrica Huemer & Tarmann, 1993 (Endemica dell'Italia settentrionale)
- Kessleria (Kessleria) inexpectata Huemer & Tarmann, 1992 (Endemica delle Alpi Marittime e del dipartimento francese delle Alpes-Maritimes)

## Famiglia Glyphipterygidae
- Glyphipterix nicaeella Möschler, 1866 (Endemica di Francia meridionale, Vallese, Valle d'Aosta e Piemonte)
- Glyphipterix sulcosa Diakonoff, 1978 (Endemica della Sardegna)

## Famiglia Lyonetiidae
- Leucoptera calycotomella Amsel, 1939 (Endemica di Italia centromeridionale, Sicilia, Sardegna e Corsica)

## Famiglia Depressariidae
- Agonopterix iliensis (Rebel, 1936) (Endemica di Italia settentrionale e centromeridionale e Sardegna)
- Depressaria incognitella Hannemann, 1990 (Endemica delle Alpi francesi e svizzere, della Valle d'Aosta, del Piemonte e dell'Abruzzo)
- Depressaria venustella Hannemann, 1990 (Endemica della Sicilia)

## Famiglia Elachistidae
- Elachista (Aphelosetia) casascoensis Traugott-Olsen, 1992 (Endemica dell'Italia continentale)
- Elachista (Aphelosetia) curonensis Traugott-Olsen, 1990 (Endemica dell'Italia settentrionale)
- Elachista (Elachista) ingeborgae (Traugott-Olsen, 1994) (Endemica dell'Italia continentale)
- Elachista (Elachista) sicula Parenti, 1978 (Endemica della Sicilia)

## Famiglia Scythrididae
- Scythris arerai Huemer, 2000 (Endemica delle Prealpi Bergamasche)
- Scythris baldensis Passerin d'Entrèves, 1979 (Endemica delle Prealpi Venete)
- Scythris tremalzoi Bengtsson, 1992 (Endemica del Monte Tremalzo, tra Lombardia e Trentino)
- Scythris derrai Bengtsson, 1991 (Endemica della Sardegna)
- Scythris speyeri (Heinemann & Wocke, 1876) (Endemica delle Alpi Occidentali di Francia, Svizzera e Italia e dell'Abruzzo)
- Scythris lagunae Jäckh, 1978 (Endemica dell'Italia settentrionale)
- Scythris dissitella (Zeller, 1847) (Endemica della Sicilia e della Sardegna)
- Scythris alseriella (Turati, 1879) (Endemica dell'Italia settentrionale e della Svizzera)
- Scythris tauromeniella Passerin d'Entrèves & Roggero, 2004 (Endemica della Sicilia)
- Scythris trinacriae Passerin d'Entrèves, 1984 (Endemica di Italia centromeridionale e della Sicilia)
- Scythris siculella Jäckh, 1977 (Endemica dell'Italia settentrionale e centromeridionale e della Sicilia)
- Scythris mediella (Constant, 1855) (Endemica della Corsica e della Sardegna)
- Scythris nigrella Jäckh, 1978 (Endemica dell'Italia settentrionale)
- Scythris bolognella Jäckh, 1978 (Endemica dell'Italia settentrionale e forse centromeridionale)

## Famiglia Oecophoridae
- Denisia muellerrutzi (Amsel, 1939) (Endemica della Corsica e della Sardegna)
- Metalampra italica Baldizzone, 1977 (Endemica di tutta l'Italia continentale)
- Pleurota (Pleurota) grisea Amsel, 1951 (Endemica della Sardegna)
- Pleurota (Pleurota) cyrniella (Mann, 1855) (Endemica della Corsica e della Sardegna)
- Borkhausenia venturellii Costantini, 1923 (Endemica della pianura emiliana)

## Famiglia Coleophoridae
- Coleophora moheringiae Burmann, 1967 (Endemica dell'Italia settentrionale)
- Coleophora sardocorsa Baldizzone, 1983 (Endemica della Corsica e della Sardegna)
- Coleophora cythisanthi Baldizzone, 1978 (Endemica dell'Italia settentrionale e della Slovenia)
- Coleophora chretieni Baldizzone, 1979 (Endemica della Corsica e della Sardegna)
- Coleophora sardiniae Baldizzone, 1983 (Endemica della Sardegna)
- Coleophora cinerea Toll, 1953 (Endemica di Savoia, Alpes-de-Haute-Provence, Piemonte e Trentino-Alto Adige)
- Coleophora gallurella Amsel, 1951 (Endemica della Sardegna)
- Coleophora maritimarum Baldizzone, 2005 (Endemica delle Alpi Marittime)
- Coleophora barbaricina Baldizzone, 1980 (Endemica della Sardegna)
- Coleophora peterseni Baldizzone, 1983 (Endemica della Sardegna)
- Coleophora aethiops Heinemann & Wocke, 1877 (Endemica dell'Italia settentrionale)

## Famiglia Autostichidae
Sottofamiglia Symmocinae
- Oegoconia ceres Sutter, 2007 (Endemica della Sardegna)
- Oegoconia annae Sutter, 2007 (Endemica della Sardegna)
- Oegoconia uralskella corsa Sutter & Liška, 2003 (Endemica della Corsica e della Sardegna)
- Telephirca quadrifariella (Mann, 1855) (Endemica della Corsica e della Sardegna)
- Symmoca cinerariella (Mann, 1859) (Endemica della Corsica, della Sardegna e della Sicilia)
- Symmoca italica Gozmány, 1962 (Endemica dell'Italia centromeridionale)
- Pantacordis pallidum (Staudinger, 1876) (Endemica di Italia centromeridionale, Sicilia e Malta)
- Orpecovalva acantha (Gozmány, 1963) (Endemica della Sardegna)
- Donaspastus liguricus Gozmány, 1977 (Endemica dell'Italia settentrionale)
- Dysspastus hartigi Gozmány, 1977 (Endemica del Lazio)
- Dysspastus mediterraneus (Gozmány, 1957) (Endemica della Sicilia)
- Dysspastus perpygmaeellus (Walsingham, 1901) (Endemica della Corsica e della Sardegna)

## Famiglia Amphisbatidae
- Pseudatemelia lavandulae (Mann, 1855) (Endemica della Corsica e della Sardegna)
- Pseudatemelia fuscifrontella (Constant, 1885) (Endemica della Corsica e della Sardegna)
- Pseudatemelia pallidella Jäckh, 1972 (Endemica dell'Italia centromeridionale)

## Famiglia Cosmopterigidae
- Pancalia baldizzonella Riedl, 1994 (Endemica dell'Italia centromeridionale)
- Pyroderces brosi Riedl, 1969 (Endemica delle Marche)

## Famiglia Gelechiidae
Sottofamiglia Gelechiinae
- Epidola nuraghella Hartig, 1939 (Endemica di Corsica, Sardegna e Sicilia)
- Megacraspedus bilineatella Huemer & Karsholt, 1996 (Endemica delle Alpi Orobie)
- Megacraspedus eburnellus Huemer & Karsholt, 2001 (Endemica dell'Appennino e della Liguria occidentale)
- Chrysoesthia aletris (Walsingham, 1919) (Endemica della Sicilia)
- Isophrictis invisella (Constant, 1885) (Endemica di Corsica, Sardegna e Sicilia)
- Monochroa scutatella (Müller-Rutz, 1920) (Endemica dei Grigioni, della Valle d'Aosta e del Piemonte)
- Monochroa dellabeffai (Rebel, 1932)(Endemica delle Alpi di Italia e Francia)
- Monochroa lucidella immaculatella Huemer, 1996 (Endemica dell'Alto Adige)
- Eulamprotes nigritella (Zeller, 1847) (Endemica dell'Italia, isole comprese, e di Malta)
- Recurvaria costimaculella Huemer & Karsholt, 2001 (Endemica della Sicilia)
- Mirificarma burdonella (Rebel, 1930) (Endemica della Corsica e della Sardegna)
- Gnorimoschema epithymella boerneri (Amsel, 1952) (Endemica della Sardegna)
- Scrobipalpa dagmaris Povolný, 1987 (Endemica dell'Italia settentrionale)
- Caryocolum bosalella (Rebel, 1936) (Endemica della Corsica e della Sardegna)
- Caryocolum emarginatum Huemer, 1988 (Endemica dell'Italia settentrionale)
- Sattleria izoardi Huemer & Sattler, 1992 (Endemica delle Hautes-Alpes e del Piemonte)
- Sophronia curonella Standfuss, 1884 (Endemica dell'Italia centromeridionale)

Sottofamiglia Dichomeridinae
- Dichomeris nitiellus (Constantini, 1923) (Endemica della Valle Padana e della Svizzera)
- Acompsia (Acompsia) delmastroella Huemer, 1998 (Endemica di Alpi Cozie, Alpes-de-Haute-Provence, Alpes-Maritimes)
- Acompsia (Acompsia) muellerrutzi Wehrli, 1925 (Endemica della Corsica e della Sardegna)

## Famiglia Heterogynidae
- Heterogynis eremita Zilli, Cianchi, Racheli & Bullini 1988 (Endemica del Massiccio del Pollino)

## Famiglia Zygaenidae
Sottofamiglia Procridinae
- Jordanita tenuicornis (Zeller, 1847) (Endemica dell'Appennino centrale e meridionale e della Sicilia)
- Adscita alpina (Alberti, 1937) (Endemica delle Alpi italiane e di porzioni limitate delle Alpi francesi, della Svizzera meridionale e dell'Austria occidentale)
- Adscita italica (Alberti, 1937) (Endemica dell'Appennino e della Sicilia)

Sottofamiglia Zygaeninae
- Zygaena (Mesembrynus) sarpedon leuzensis Dujardin, 1956 (Endemica di Alpes-Maritimes, Liguria e Piemonte)
- Zygaena (Mesembrynus) punctum itala Burgeff, 1926 (Endemica dell'Italia peninsulare esclusa la Calabria)
- Zygaena (Mesembrynus) punctum ledereri Rambur, 1858 (Endemica della Sicilia e della Calabria)
- Zygaena (Mesembrynus) corsica Boisduval, 1828 (Endemica della Corsica e della Sardegna)
- Zygaena (Mesembrynus) cynarae ceriana (Burgeff, 1926) (Endemica delle Alpes-Maritimes e della Liguria occidentale)
- Zygaena (Mesembrynus) cynarae turatii Standfuss, 1892 (Endemica della Liguria centrale e del Piemonte meridionale)
- Zygaena (Mesembrynus) cynarae taurinorum Verity, 1930 (Endemica dei dintorni di Torino)
- Zygaena (Mesembrynus) cynarae waltharii Burgeff, 1926 (Endemica delle Alpi e Prealpi centro-orientali)
- Zygaena (Mesembrynus) cynarae tusca Verity, 1930 (Endemica dell'Appennino Emiliano e delle Marche)
- Zygaena (Mesembrynus) brizae vesubiana Le Charles, 1933 (Endemica di Alpes-Maritimes, Liguria, Piemonte e Valle d'Aosta)
- Zygaena (Mesembrynus) rubicundus (Hübner, 1817) (Endemica dell'Appennino centrale e meridionale)
- Zygaena (Mesembrynus) erythrus miserrima Verity, 1922 (Endemica delle regioni subalpine dal Piemonte al Veneto)
- Zygaena (Mesembrynus) erythrus erythrus (Hübner, 1806) (Endemica delle regioni appenniniche)
- Zygaena (Mesembrynus) erythrus saportae Boisduval, 1829 (Endemica della Sicilia)
- Zygaena (Mesembrynus) minos viridescens Burgeff, 1926 (Endemica dell'Italia e delle Alpi francesi)
- Zygaena (Mesembrynus) purpuralis fiorii Costantini, 1916 (Endemica dell'Appennino – escluso l'Abruzzo – fino al Massiccio del Pollino)
- Zygaena (Mesembrynus) purpuralis austronubigena (Verity, 1946) (Endemica dell'Abruzzo)
- Zygaena (Mesembrynus) purpuralis mirabilis Verity, 1922 (Endemica della catena Costiera calabra e della Sicilia)
- Zygaena (Agrumenia) hilaris piemontica Reiss, 1941 (Endemica della Val di Susa)
- Zygaena (Agrumenia) fausta fausta (Linnaeus, 1767) (Endemica di Alpes-Maritimes e Liguria occidentale)
- Zygaena (Agrumenia) fausta alpiummicans Verity, 1926 (Endemica della Val di Susa)
- Zygaena (Agrumenia) orana sardoa Mabille, 1892 (Endemica della Sardegna)
- Zygaena (Agrumenia) carniolica virginea (Müller, 1766) (Endemica delle Alpi Occidentali italiane)
- Zygaena (Agrumenia) carniolica hedysari (Hübner, 1796) (Endemica delle valli centrali delle Alpi italiane)
- Zygaena (Agrumenia) carniolica roccii Verity, 1920 (Endemica della zona costiera della Liguria)
- Zygaena (Agrumenia) carniolica apennina Turati, 1884 (Endemica dell'Appennino Emiliano e delle Marche)
- Zygaena (Agrumenia) carniolica amanda Reiss, 1921 (Endemica dell'Appennino centrale e della Puglia)
- Zygaena (Agrumenia) carniolica siciliana Reiss, 1921 (Endemica della Sicilia e della Calabria)
- Zygaena (Agrumenia) occitanica praematura Przegendza, 1932 (Endemica delle Alpes-Maritimes e della Liguria)
- Zygaena (Zygaena) loti praeclara Burgeff, 1926 (Endemica del versante meridionale delle Alpi centrali e orientali)
- Zygaena (Zygaena) loti wagneri Millière, 1885 (Endemica delle zone costiere da Nizza al val di Roia)
- Zygaena (Zygaena) loti osthelderi Burgeff, 1926 (Endemica della Liguria da Valle Argentina a Spotorno)
- Zygaena (Zygaena) loti ligustica Rocci, 1913 (Endemica del Piemonte centrale e della Liguria centro-orientale)
- Zygaena (Zygaena) loti restricta Stauder, 1915 (Endemica dell'Italia peninsulare)
- Zygaena (Zygaena) oxytropis Boisduval, 1828 (Endemica dell'Appennino, fino alle Alpi liguri e al Nizzardo, e della Sicilia)
- Zygaena (Zygaena) oxytropis acticola Burgeff, 1926 (Endemica della Liguria di Ponente)
- Zygaena (Zygaena) oxytropis oxytropis Boisduval, 1828 (Endemica dell'Appennino)
- Zygaena (Zygaena) oxytropis quercii Verity, 1920 (Endemica della Sicilia)
- Zygaena (Zygaena) rhadamanthus stygia Burgeff, 1914 (Endemica di Alpes-Maritimes e Liguria occidentale)
- Zygaena (Zygaena) exulans abruzzina Burgeff, 1926 (Endemica dell'Appennino centrale)
- Zygaena (Zygaena) romeo freyeri Lederer, 1853 (Endemica delle Alpi meridionali dal Piemonte alli Prealpi Venete)
- Zygaena (Zygaena) romeo orion Herrich-Schäffer, 1843 (Endemica della maggior parte dell'Italia peninsulare fino alla Basilicata)
- Zygaena (Zygaena) romeo adumbrata Burgeff, 1926 (Endemica dell'Abruzzo e dei Monti Simbruini)
- Zygaena (Zygaena) romeo neapolitana Calberla, 1895 (Endemica della Campania)
- Zygaena (Zygaena) romeo calcanei Rauch, 1975 (Endemica del Gargano)
- Zygaena (Zygaena) romeo romeo Duponchel, 1835 (Endemica della Sicilia e della Calabria)
- Zygaena (Zygaena) osterodensis saccarella Balletto & Toso, 1978 (Endemica delle Alpi liguri)
- Zygaena (Zygaena) viciae charon (Hübner, 1796) (Endemica delle Alpi sudoccidentali, Piemonte meridionale, Liguria occidentale)
- Zygaena (Zygaena) viciae stentzii Freyer, 1839 (Endemica del versante meridionale delle Alpi centro-orientali)
- Zygaena (Zygaena) viciae italica Caradja, 1895 (Endemica dell'Appennino Ligure e delle Alpi Apuane)
- Zygaena (Zygaena) viciae silenus Burgeff, 1926 (Endemica dell'Italia peninsulare dal parmense alla Basilicata)
- Zygaena (Zygaena) viciae sicula Calberla, 1895 (Endemica della Sicilia e della Calabria)
- Zygaena (Zygaena) ephialtes ligus (Verity, 1946) (Endemica della Liguria occidentale – colore rosso)
- Zygaena (Zygaena) ephialtes meridiei Burgeff, 1926 (Endemica delle Alpi meridionali italiane – colore giallo)
- Zygaena (Zygaena) ephialtes transpadana (Verity, 1946) (Endemica della Pianura Padana – colore rosso)
- Zygaena (Zygaena) ephialtes albarubens (Verity, 1946) (Endemica delle località pianeggianti della Toscana centrale – colore rosso)
- Zygaena (Zygaena) ephialtes albaflavens Verity, 1920 (Endemica dell'Appennino – colore giallo)
- Zygaena (Zygaena) transalpina pseudoalpina Turati, 1910 (Endemica del Piemonte)
- Zygaena (Zygaena) transalpina transalpina (Esper, 1780) (Endemica delle Alpi meridionali centro-orientali)
- Zygaena (Zygaena) transalpina tilaventa Holik, 1935 (Endemica del Friuli nordorientale)
- Zygaena (Zygaena) transalpina maritima Oberthür, 1898 (Endemica di Alpes-Maritimes, Liguria di Ponente e parte della Toscana)
- Zygaena (Zygaena) transalpina intermedia Rocci, 1914 (Endemica della Liguria di Levante e della Toscana settentrionale)
- Zygaena (Zygaena) transalpina emendata Verity, 1916 (Endemica del versante adriatico dell'Appennino)
- Zygaena (Zygaena) transalpina altitudinaria Turati, 1910 (Endemica delle montagne dell'Appennino centrale e meridionale)
- Zygaena (Zygaena) transalpina latina Verity, 1920 (Endemica del Lazio)
- Zygaena (Zygaena) transalpina xanthographa Germar, 1836 (Endemica del Monte Faito e dell'Appennino meridionale)
- Zygaena (Zygaena) filipendulae stoechadis (Borkhausen 1793) (Endemica delle Alpi meridionali)
- Zygaena (Zygaena) filipendulae duponcheli Verity, 1921 (Endemica delle Alpes-Maritimes e della Riviera Ligure fino a San Remo)
- Zygaena (Zygaena) filipendulae gigantea Rocci, 1913 (Endemica della Liguria di Levante e della Toscana settentrionale)
- Zygaena (Zygaena) filipendulae pulcherrimastoechadis Verity, 1921 (Endemica dell'Emilia-Romagna e di gran parte della Toscana)
- Zygaena (Zygaena) filipendulae campaniae Rebel, 1901 (Endemica dell'Appennino centrale e meridionale fino alla Campania e alla Puglia)
- Zygaena (Zygaena) filipendulae siciliensis Verity, 1917 (Endemica della Sicilia e della Calabria)
- Zygaena (Zygaena) lonicerae vivax Verity, 1920 (Endemica dell'Italia peninsulare fino alla Basilicata)
- Zygaena (Zygaena) lonicerae silana Burgeff, 1914 (Endemica della Sicilia e della Calabria)
- Zygaena (Zygaena) trifolii syracusia Zeller, 1847 (Endemica della Sicilia)

## Famiglia Brachodidae
- Brachodes flavescens (Turati, 1919) (Endemica dell'Appennino)

## Famiglia Sesiidae
- Synanthedon myopaeformis cruentata (Mann, 1859) (Endemica della Sicilia e dell'Aspromonte)
- Bembecia albanensis garganica Bertaccini & Fiumi, 2002 (Endemica del Gargano)
- Chamaesphecia aerifrons sardoa (Staudinger, 1856) (Endemica della Corsica e della Sardegna)
- Chamaesphecia staudingeri (Failla-Tedaldi, 1890) (Endemica della Sicilia)

## Famiglia Cossidae
- Dyspessa aculeata Turati, 1909 (Endemica dell'Appennino meridionale e della Sicilia)

## Famiglia Tortricidae
Sottofamiglia Tortricinae
- Phtheochroa ingridae Huemer, 1990 (Endemica delle Prealpi Venete)
- Cochylimorpha halophilana adriatica Huemer, 2000 (Endemica delle coste del Friuli-Venezia Giulia)
- Cochylimorpha erlebachi Huemer & Trematerra, 1997 (Endemica delle Hautes-Alpes e delle Alpi meridionali italiane)
- Cochylimorpha tiraculana (Bassi e Scaramozzino, 1989) (Endemica delle Hautes-Alpes, della Valle d'Aosta e del Piemonte)
- Cochylis sinnitica Trematerra, 1995 (Endemica del Molise)
- Eana (Eana) penziana fiorana Razowski, 1959 (Endemica dell'Abruzzo)
- Archicnephasia hartigi Razowski, 1983 (Endemica della Basilicata e della Calabria)
- Cnephasia (Cnephasia) zangheriana Trematerra, 1991 (Endemica del Massiccio del Pollino)
- Cnephasia (Cnephasia) etnana Razowski & Trematerra, 1999 (Endemica dell'Etna)
- Cnephasia (Cnephasia) daedalea Razowski, 1983 (Endemica della Sardegna)
- Batodes saturana (Turati, 1913) (Endemica della Sardegna)
- Lozotaenia retiana (Turati, 1913) (Endemica della Sardegna)
- Lozotaenia straminea (Schawerda, 1936) (Endemica della Corsica e della Sardegna)

Sottofamiglia Chlidanotinae
- Isotrias huemeri Trematerra, 1993 (Endemica del Massiccio del Pollino)
- Isotrias joannisana (Turati, 1921) (Endemica dell'Appennino centrale e meridionale)
- Isotrias martelliana Trematerra, 1990 (Endemica del Massiccio del Pollino)

Sottofamiglia Olethreutinae
- Eriopsela fenestrellensis Huemer, 1991 (Endemica delle Alpi Cozie)
- Pelochrista cannatana Trematerra, 2000 (Endemica della Sicilia)
- Eucosma gradensis (Galvagni, 1909) (Endemica delle coste italiane dalla Venezia Giulia alla Basilicata; dubbia la presenza in Francia)
- Eucosma sardoensis (Rebel, 1935) (Endemica della Sardegna)
- Epiblema absconditana (de La Harpe, 1860) (Endemica della Sicilia)
- Notocelia mediterranea (Obraztsov, 1952) (Endemica dell'Italia centromeridionale e della Sicilia)
- Cydia cytisanthana Burmann & Proese, 1988 (Endemica dell'Italia settentrionale e della Svizzera)
- Cydia derrai Pröse, 1988 (Endemica dell'Italia continentale, della Sardegna e della Corsica; forse sinonimo di cytisanthana)
- Pammene laserpitiana Huemer & Erlebach, 1999 (Endemica delle Alpi meridionali)
- Dichrorampha gemellana (Zeller, 1847) (Endemica di Italia settentrionale e centromeridionale, Sicilia, Sardegna e Corsica)
- Dichrorampha baixerasana Trematerra, 1991 (Endemica dell'Italia centromeridionale)

## Famiglia Alucitidae
- Alucita acutata Scholz & Jäckh, 1994 (Endemica di Italia centromeridionale, Sicilia e Sardegna)

## Famiglia Pterophoridae
- Agdistis morini Huemer, 2001 (Endemica del Friuli-Venezia Giulia)
- Stenoptilia bassii Arenberger, 2002 (Endemica dell'Italia continentale)
- Stenoptilia brigantiensis Nel & Gibeaux, 1992 (Endemica delle Alpi francesi e delle Alpi Marittime)
- Crombrugghia pravieli (Bigot, Nel & Picard, 1989) (Endemica della Francia meridionale e delle Alpi Marittime; specie di validità dubbia)
- Crombrugghia jaeckhi (Bigot & Picard, 1991) (Endemica della Francia meridionale e di Valle d'Aosta, Piemonte e Sicilia; specie di validità dubbia)
- Crombrugghia lantoscanus (Millière, 1883) (Endemica delle Alpi francesi e delle Alpi Marittime; specie di validità dubbia)
- Capperia zelleri Adamczewski, 1951 (Endemica della Sicilia)
- Calyciphora acarnella (Walsingham, 1897) (Endemica della Corsica e della Sardegna)
- Merrifieldia semiodactylus (Mann, 1855) (Endemica della Corsica e della Sardegna)

## Famiglia Thyrididae
- Thyris fenestrella diaphana Staudinger, 1861 (Endemica della Sicilia)

## Famiglia Pyralidae
Sottofamiglia Pyralinae
- Pyralestes ragusai Turati, 1922 (Endemica della Sicilia)

Sottofamiglia Phycitinae
- tribù Phycitini

- Delplanqueia cortella (Constant, 1884) (Endemica dell'Italia settentrionale, della Corsica e della Sardegna)
- Pempeliella matilella Leraut, 2001 (Endemica della Corsica e della Sardegna)
- Sciota hartigi (Roesler, 1974) (Endemica dell'Italia centromeridionale)
- Psorosa lacteomarginata (A. Costa, 1888) (Endemica della Sardegna)
- Epischnia plumbella Ragonot, 1887 (Endemica della Sicilia)
- Conobathra tumidana sarda Roesler, 1987 (Endemica della Sardegna)
- Acrobasis consociella nuragha Roesler, 1988 (Endemica della Sardegna)
- Acrobasis foroiuliensis Huemer & Nuss, 2006 (Endemica della pianura del Friuli-Venezia Giulia e di Vallevecchia in Veneto)
- Apomyelois ehrendorferi (Malicky & Roesler, 1970) (Endemica della Sardegna)
- Phycitodes binaevella petrella (Herrich-Schäffer, 1849) (Endemica di Alto Adige, Stiria e Carinzia)
- Phycitodes binaevella sardiniella (Roesler, 1965) (Endemica della Corsica e della Sardegna)
- Phycitodes binaevella siciliella (Zerny, 1914) (Endemica della Sicilia)
- Phycitodes lacteella santoruella (Roesler, 1965) (Endemica della Sardegna)
- Phycitodes lacteella madoniella (Roesler, 1965) (Endemica della Sicilia)
- Phycitodes inquinatella ravonella (Pierce, 1937) (Endemica di Valcamonica, Trentino, Italia peninsulare, Sicilia e Sardegna)
- Ephestia elutella pterogrisella Roesler, 1965 (Endemica della Corsica e della Sardegna)
- Cadra furcatella afflatella (Mann, 1855) (Endemica di Francia sudorientale, Italia peninsulare e subalpina, Sicilia, Corsica e Sardegna)
  - tribù Anerastiini
- Anerastia incarnata Staudinger, 1879 (Endemica della Sicilia)
- Postemmalocera palaearctella (Turati, 1917) (Endemica di Italia centromeridionale, Sicilia e Malta)
- Fregenia prolai Hartig, 1947 (Endemica dell'Italia centromeridionale)

## Famiglia Crambidae
Sottofamiglia Scopariinae
- Eudonia senecaensis Huemer & Leraut, 1993 (Endemica delle Alpi Marittime al confine tra Italia e Francia)
- Syrianarpia faunieralis Gianti, 2005 (Endemica delle Alpi Cozie)

Sottofamiglia Crambinae
- Agriphila tristella pseudotristella (Endemica della Sicilia; la validità della sottospecie è dubbia)
- Agriphila latistria vallicolellus (Costa, 1885) (Endemica della Corsica e della Sardegna)
- Agriphila biarmicus alpina Bleszynski, 1957 (Endemica delle Dolomiti)
- Catoptria myella mellinella (de Lattin, 1951) (Endemica delle Alpi meridionali)
- Catoptria spatulella (Turati, 1919) (Endemica dell'Appennino)
- Catoptria spatulelloides Bleszynski, 1964 (Endemica dell'Appennino)
- Catoptria europaeica Bleszynski, 1965 (Endemica di Alpi francesi, Piemonte, Appennino Ligure)
- Catoptria europaeica italica Ganev, 1983 (Endemica dell'Italia)
- Catoptria luctiferella meridialpina Burmann, 1975 (Endemica del Monte Baldo)
- Catoptria orobiella Huemer & Tarmann, 1993 (Endemica delle Alpi Orobie)
- Catoptria radiella intermediellus (Müller-Rutz, 1920) (Endemica di Basses-Alpes, Alpi Marittime e Appennino)
- Catoptria pinella siciliella Bleszynski, 1965 (Endemica della Sicilia)
- Catoptria corsicellus (Duponchel, 1836) (Endemica della Corsica e della Sardegna)
- Catoptria zermattensis (Frey, 1870) (Endemica delle Alpi di Italia, Francia e Svizzera)
- Catoptria zermattensis zermattensis (Frey, 1870) (Endemica delle Alpi di Italia, Francia e Svizzera)
- Catoptria zermattensis muellerrutzi (Wehrli, 1924) (Endemica delle Alpi Marittime)
- Catoptria falsella neutrella (Turati, 1911) (Endemica della Sicilia)
- Chrysocrambus craterella abruzzellus Bleszynski, 1958 (Endemica dell'Abruzzo)
- Chrysocrambus brutiellus Bassi, 1985 (Endemica dell'Appennino centrale e meridionale)

Sottofamiglia Pyraustinae
- Udea scorialis (Zeller, 1847) (Endemica della Sicilia)
- Udea carniolica Huemer & Tarmann, 1989 (Endemica delle Alpi sudorientali)
- Pyrausta limbopunctalis sardinialis (Guenée, 1854) (Endemica della Sardegna)
- Algedonia oberthuri (Turati, 1913) (Endemica della Corsica e della Sardegna)
- Algedonia oberthuri oberthuri (Turati, 1913) (Endemica della Sardegna)

Sottofamiglia Spilomelinae
- Metasia cyrnealis Schawerda, 1926 (Endemica della Corsica e della Sardegna)
- Metasia cyrnealis sardinica Hartig, 1952 (Endemica della Sardegna)

## Famiglia Lasiocampidae
- Malacosoma franconicum panormitana Turati, 1909 (Endemica della Sicilia)
- Lasiocampa quercus sicula (Staudinger, 1861) (Endemica della Sicilia)

## Famiglia Brahmaeidae
- Brahmaea europaea Hartig, 1963 (Endemica dell'Appennino meridionale)

## Famiglia Sphingidae
- Hyles euphorbiae dahlii (Geyer, 1828) (Endemica della Corsica e della Sardegna)

## Famiglia Hesperiidae
- Pyrgus sidae occiduus Verity, 1925 (Endemica delle Francia sudorientale e dell'Appennino)
- Pyrgus centralitaliae (Verity, 1920) (Endemica dell'Appennino)
- Pyrgus picenus (Verity, 1920) (Endemica dell'Appennino centrale)
- Spialia therapne (Rambur, 1832) (Endemica della Corsica e della Sardegna)

## Famiglia Papilionidae
- Papilio hospiton Géné, 1839 (Endemica della Corsica e della Sardegna)
- Zerynthia cassandra (Geyer, 1828) (Endemica dell'Italia peninsulare, della Sicilia e dell'Isola d'Elba)

## Famiglia Pieridae
- Euchloe simplonia (Freyer, 1829) (Endemica delle Alpi francesi, svizzere e italiane fino alla Lombardia)
- Euchloe tagis bellezina (Boisduval, 1828) (Endemica di Francia sudorientale, Piemonte e Toscana)
- Euchloe insularis (Staudinger, 1861) (Endemica della Corsica e della Sardegna)

## Famiglia Lycaenidae
- Lycaena italica (Calberla, 1887) (Endemica dell'Appennino)
- Pseudophilotes barbagiae Prins & Poorten, 1982 (Endemica della Sardegna)
- Glaucopsyche (Maculinea) arion ligurica (Wagner, 1904) (Endemica del nizzardo, della Riviera Ligure e dell'Appennino settentrionale)
- Plebeius (Plebijides) trappi (Verity, 1927) (Endemica delle Alpi italiane e svizzere)
- Plebeius (Plebeius) idas abetonica (Verity, 1911) (Endemica dell'Appennino)
- Plebeius (Plebeius) bellieri (Tutt, 1909) (Endemica della Corsica e della Sardegna)
- Plebeius (Plebeius) bellieri villai (Jutzeler, Leigheb, Manil, Villa & Volpe, 2003) (endemica dell'Isola d'Elba)
- Polyommatus (Polyommatus) escheri splendens (Stefanelli, 1904) (Endemica dell'Appennino settentrionale)
- Polyommatus (Meleageria) gennargenti (Leigheb, 1987) (Endemica della Sardegna)
- Polyommatus (Agrodiaetus) humedasae (Toso & Balletto, 1976) (Endemica della Valle d'Aosta)
- Polyommatus (Agrodiaetus) ripartii susae Bertaccini, 2003 (Endemica della Valle di Susa)
- Polyommatus (Agrodiaetus) ripartii exuberans (Verity, 1926) (Endemica della Valle di Susa)
- Polyommatus (Agrodiaetus) ripartii galloi (Balletto & Toso, 1979) (Endemica della Basilicata e della Calabria)

## Famiglia Nymphalidae
Sottofamiglia Heliconiinae
- Tribù Argynnini

- Argynnis (Argynnis) paphia immaculata (Bellier, 1862) (Endemica di Corsica, Sardegna e Arcipelago Toscano)
- Argynnis (Fabriciana) elisa Godart, 1823 (Endemica della Corsica e della Sardegna)

Sottofamiglia Nymphalinae
- Tribù Nymphalini

- Aglais ichnusa (Hübner, 1824) (Endemica della Corsica e della Sardegna)
  - Tribù Melitaeini
- Euphydryas glaciegenita (Verity, 1928) (Endemica delle Alpi italiane e svizzere)

Sottofamiglia Satyrinae
- Lasiommata paramegaera (Hübner, 1824) (= tigelius Bonelli, 1826) (Endemica di Corsica, Sardegna e Isola di Capraia)
- Coenonympha darwiniana Staudinger, 1871 (Endemica delle Alpi Occidentali e meridionali)
- Coenonympha corinna (Hübner, 1806) (Endemica della Corsica, della Sardegna e di Capraia)
- Coenonympha corinna elbana Staudinger, 1901 (Endemica dell'Isola d'Elba, del Monte Argentario e di alcune località costiere toscane)
- Coenonympha dorus aquilonia Higgins, 1968 (Endemica dell'Appennino centrale)
- Maniola nurag (Ghiliani, 1852) (Endemica della Sardegna)
- Erebia euryale adyte (Hübner, 1804) (Endemica delle Alpi occidentali e meridionali fino all'Ortles e dell'Appennino settentrionale e centrale)
- Erebia manto valmaritima Floriani, 1965 (Endemica delle Alpi Marittime)
- Erebia flavofasciata Heyne, 1895 (Endemica di Piemonte, Lombardia e Svizzera meridionale)
- Erebia flavofasciata flavofasciata Heyne, 1895 (Endemica di Val Cairasca, Val Formazza e Canton Ticino)
- Erebia epiphron aetheria (Esper, 1805) (Endemica delle Alpi meridionali e dell'Appennino centrale)
- Erebia christi Rätzer, 1890 (Endemica di Piemonte, Lombardia e Svizzera meridionale)
- Erebia pluto pluto (de Prunner, 1798) (Endemica delle Alpi occidentali, della maggior parte di quelle meridionali e dell'Appennino centrale)
- Erebia pluto berninae Warren, 1939 (Endemica del gruppo del Bernina e di Livigno)
- Erebia pluto nicholii Oberthür, 1896 (Endemica del Brenta e del Monte Baldo)
- Erebia gorge triope Speyer, 1865 (Endemica di Ortles, Alta Engadina e Monte Baldo)
- Erebia gorge erynis (Esper, 1805) (Endemica di Basses-Alpes, Alpes-Maritimes e Appennino)
- Erebia aethiopellus (Hoffmannsegg, 1804) (Endemica di Piemonte, Liguria e Alpi francesi)
- Erebia calcaria Lorkovic, 1949 (Endemica delle Alpi Giulie e Caravanche e della Venezia Giulia)
- Erebia carmenta Fruhstorfer, 1909 (Endemica delle Alpi occidentali e degli Appennini)
- Erebia scipio Boisduval, 1832 (Endemica del Piemonte e delle Alpi francesi)
- Erebia styrius morula Speyer, 1865 (Endemica di Dolomiti, Brenta e Großglockner)
- Erebia styx triglites Fruhstorfer, 1918 (Endemica del Canton Ticino, del bergamasco e del Lago di Garda settentrionale)
- Erebia montanus (de Prunner, 1798) (Endemica delle Alpi, soprattutto meridionali, e dell'Appennino)
- Erebia montanus montanus (de Prunner, 1798) (Endemica delle Alpi occidentali e dell'Appennino settentrionale e centrale)
- Erebia neoridas sibyllina Verity, 1913 (Endemica delle Alpi Apuane e dell'Appennino centrale)
- Erebia pandrose sevoensis Willien, 1975 (Endemica dei Monti della Laga)
- Melanargia russiae japygia (Cyrillus, 1787) (Endemica dell'Appennino centrale e meridionale e della Sicilia)
- Melanargia arge (Sulzer, 1776) (Endemica dell'Appennino centrale e meridionale)
- Melanargia pherusa (Boisduval, 1833) (Endemica della Sicilia)
- Hipparchia (Hipparchia) genava (Endemica dell'Italia continentale e delle Alpi francesi)
- Hipparchia (Hipparchia) neomiris (Godart, 1822) (Endemica di Corsica, Sardegna, Capraia ed Isola d'Elba)
- Hipparchia (Parahipparchia) aristaeus (Bonelli, 1826) (Endemica della Corsica, della Sardegna e dell'Arcipelago Toscano)
- Hipparchia (Parahipparchia) neapolitana (Stauder, 1921) (= ballettoi Kudrna, 1984) (Endemica della Campania, della Calabria e delle Isole Campane)
- Hipparchia (Parahipparchia) blachieri (Fruhstorfer, 1908) (Endemica della Sicilia)
- Hipparchia (Parahipparchia) leighebi Kudrna, 1976 (Endemica delle Isole Eolie)
- Hipparchia (Parahipparchia) sbordonii Kudrna, 1984 (Endemica delle Isole Pontine)

## Famiglia Drepanidae
Sottofamiglia Thyatirinae
- Achlya flavicornis meridionalis (Wolfsberger, 1968) (Endemica delle Alpi meridionali)

## Famiglia Geometridae
Sottofamiglia Ennominae
- Isturgia limbaria anzascaria (Staudinger, 1892) (Endemica della Valle Anzasca)
- Isturgia sparsaria Sohn-Retel, 1929 (= Itame sparsaria) (Endemica dell'Appennino)
- Isturgia messapiaria (Sohn-Retel, 1929) (= Itame messapiaria) (Endemica dell'Altopiano della Sila)
- Isturgia assimilaria (Rambur, 1833) (= Tephrina assimilaria) (Endemica della Corsica e della Sardegna)
- Macaria ichnusae Govi & Fiumi, 2005 (Endemica della Sardegna)
- Chiasmia clathrata aurata (Turati, 1905) (Endemica della Sicilia)
- Sthanelia tibiaria benesignata (Bellier, 1861) (Endemica di Corsica, Sardegna e Capraia)
- Colotois pennaria carbonii Hartig, 1976 (Endemica della Sardegna)
- Lycia alpina carniolica (Harrison, 1912) (Endemica delle Alpi Giulie e Caravanche)
- Lycia florentina (Stefanelli, 1882) (Endemica dell'Appennino, delle Alpi liguri, delle Alpes-Maritimes e del Veneto)
- Crocota tinctaria estachyi Leraut, 1999 (Endemica dell'Appennino centrale e settentrionale, delle Alpi liguri e delle Alpi Marittime, anche francesi)
- Nychiodes (Nychiodes) ragusaria Millière, 1884 (Endemica della Sicilia, della Calabria e del Massiccio del Pollino)
- Megalycinia serraria (A. Costa, 1881) (Endemica dell'Appennino)
- Sardocyrnia bastelicaria (Bellier, 1862) (Endemica della Corsica e della Sardegna)
- Selidosema brunnearia pallidaria Staudinger, 1901 (Endemica dell'Appennino centromeridionale e della Sicilia)
- Selidosema ambustaria (Geyer, 1831) (Endemica della Sicilia e della Calabria)
- Selidosema parenzani Hausmann, 1993 (Endemica della Sicilia)
- Tephronia codetaria cyrnea (Schawerda, 1932) (Endemica della Corsica e della Sardegna)
- Tephronia codetaria sicula (Wehrli, 1933) (Endemica dell'Appennino centromeridionale e della Sicilia)
- Gnophos (Gnophos) obfuscata marsicaria Dannehl, 1933 (Endemica dell'Appennino centrale)
- Charissa (Charissa) bellieri Oberthür, 1913 (Endemica della Corsica e della Sardegna)
- Charissa (Costignophos) italohelveticus (Rezbanyai-Reser, 1986) (Endemica delle Alpi occidentali e meridionali e della Carinzia)
- Charissa (Rhopalognophos) glaucinaria intermediaria (Turati, 1919) (Endemica dell'Emilia-Romagna e delle Alpi Apuane)
- Charissa (Rhopalognophos) glaucinaria etruscaria (Staudinger, 1892) (Endemica dell'Italia centromeridionale e della Sicilia)
- Charissa (Euchrognophos) corsica (Oberthür, 1913) (Endemica della Corsica, della Sardegna, dell'Arcipelago Toscano e della Toscana occidentale)
- Elophos (Yezognophos) sproengertsi (Püngeler, 1914) (Endemica di Alpes-de-Haute-Provence e Alpi Marittime)
- Elophos (Yezognophos) dognini serotinoides (Wehrli, 1922) (Endemica delle Alpi Occidentali, della Svizzera e dell'Appennino)
- Elophos (Elophos) caelibaria spurcaria (de La Harpe, 1853) (Endemica delle Alpi meridionali fino al Trentino-Alto Adige, Alpi svizzere e Nord Tirolo)
- Elophos (Elophos) andereggaria (de La Harpe, 1853) (Endemica di Piemonte, Valle d'Aosta e Svizzera)
- Sciadia tenebraria wockearia (Staudinger, 1871) (Endemica di Engadina, Ortles e Trentino-Alto Adige)
- Glacies spitzi (Rebel, 1906) (Endemica delle Alpi Orientali)
- Glacies bentelii alpmaritima (Wehrli, 1924) (Endemica delle Alpi Marittime)
- Glacies belzebuth (Praviel, 1938) (Endemica delle Alpi sudoccidentali)
- Glacies baldensis (Wolfsberger, 1966) (Endemica del Monte Baldo)
- Glacies coracina perlinii (Turati, 1914) (Endemica dell'Adamello)
- Siona lineata oenotriensis (Staudinger 1915) (Endemica della Calabria)
- Chariaspilates formosaria andriana (Dannehl 1921) (Endemica dell'Italia nordorientale)
- Compsoptera jourdanaria anargyra (Turati, 1913) (Endemica della Sardegna)

Sottofamiglia Geometrinae
- Pseudoterpna coronillaria flamignii Hausmann, 1997 (Endemica dell'Appennino centrale, meridionale e Sicilia)
- Pseudoterpna corsicaria (Rambur, 1833) (Endemica delle montagne della Corsica e della Sardegna)
- Thetidia (Antonechloris) sardinica (Schawerda, 1934) (Endemica delle montagne della Sardegna)
- Hemistola siciliana Prout, 1935 (Endemica dell'Appennino centrale, meridionale e Sicilia)

Sottofamiglia Larentiinae
- Scotopteryx obvallaria (Mabille, 1867) (Endemica della Corsica e della Sardegna)
- Scotopteryx proximaria (Rambur, 1833) (Endemica della Corsica e della Sardegna)
- Xanthorhoe vidanoi Parenzan & Hausmann, 1994 (Endemica dell'Appennino e della Sicilia)
- Catarhoe cuculata sabinata (Dannehl, 1933) (Endemica dell'Appennino centrale)
- Epirrhoe timozzaria (Constant, 1884) (Endemica della Corsica e della Sardegna)
- Camptogramma bistrigata (Treitschke, 1828) (Endemica della Sardegna)
- Nebula nebulata albicans (Sohn-Rethel, 1929) (Endemica dell'Abruzzo)
- Colostygia kitschelti (Rebel, 1934) (Endemica dell'Adamello)
- Horisme radicaria insularis Bytinski-Salz, 1937 (Endemica della Sardegna)
- Horisme exoletata (Herrich-Schäffer, 1839) (Endemica della Sicilia e di Malta)
- Horisme predotai Bytinski-Salz, 1936 (Endemica della Sardegna)
- Euphyia frustata griseoviridis (Kitt, 1926) (Endemica della Corsica e della Sardegna)
- Solitanea mariae (Stauder, 1921) (Endemica di Appennino, Alpi liguri e Corsica)
- Perizoma barrassoi Zahm, Cieslak & Hausmann, 2006 (Endemica dell'Abruzzo)
- Eupithecia graphata sproengertsi Dietze, 1910 (Endemica dell'Appennino centrale)
- Eupithecia poecilata Püngeler, 1888 (Endemica della Corsica e della Sardegna)
- Chesias angeri Schawerda, 1919 (Endemica della pianura friulana)
- Aplocera corsalta (Schawerda, 1928) (Endemica della Corsica e della Sardegna)
- Schistostege decussata flavata Barajon, 1952 (Endemica della Lombardia)
- Schistostege decussata lugubrata Hartig, 1971 (Endemica della Basilicata)

Sottofamiglia Sterrhinae
- Emmiltis pygmaearia (Hübner, 1809) (Endemica di Italia continentale, Francia sudorientale, Svizzera meridionale, Slovenia occidentale e Istria)
- Idaea mutilata (Staudinger, 1876) (Endemica di Sicilia, Calabria e Basilicata)
- Idaea consanguinaria turatii (Sohn-Rethel, 1829) (Endemica dell'Appennino e della Sicilia)
- Idaea obsoletaria dionigii Hausmann, 1991 (Endemica dell'Appennino centrale e meridionale)
- Idaea obsoletaria dierlii Hausmann, 1991 (Endemica della Sicilia)
- Idaea obliquaria (Turati, 1913) (Endemica di Corsica, Sardegna, Arcipelago Toscano e Toscana occidentale)
- Idaea vesubiata (Millière, 1873) (Endemica di Provenza, Alpes-Maritimes, Basses-Alpes, Piemonte sudorientale)
- Idaea albitorquata madoniensis Hausmann, 1993 (Endemica dell'Appennino meridionale e della Sicilia)
- Idaea fractilineata fractilineata (Zeller, 1847) (Endemica dell'Appennino meridionale e della Sicilia)
- Scopula honestata (Mabille, 1869) (Endemica di Corsica, Sardegna e Toscana)
- Scopula scalercii Hausmann, 2003 (Endemica dell'Appennino centrale e meridionale)
- Glossotrophia alba alba Hausmann, 1993 (Endemica dell'Appennino settentrionale e centrale)
- Glossotrophia alba brunelii Hausmann, 1993 (Endemica dell'Appennino meridionale e della Sicilia)
- Glossotrophia asellaria asellaria (Herrich-Schäffer, 1847) (Endemica della Corsica e della Sardegna)
- Rhodostrophia pudorata sicanaria (Zeller, 1852) (Endemica della Sicilia e dell'Aspromonte)

## Famiglia Notodontidae
- Rhegmatophila ricchelloi Hartig, 1939 (Endemica della Sardegna)

## Famiglia Noctuidae
Sottofamiglia Plusiinae
- Euchalcia bellieri (Kirby, 1903) (Endemica delle Alpi sudoccidentali: Basses-Alpes, Hautes-Alpes, Alpes-Maritimes e Piemonte)
- Euchalcia italica (Staudinger, 1882) (Endemica dell'Appennino centrale)

Sottofamiglia Cuculliinae
- Cucullia hartigi Ronkay & Ronkay, 1987 (Endemica della Sardegna)
- Shargacucullia scrophulariphaga (Rambur, 1833) (Endemica della Corsica e della Sardegna)

Sottofamiglia Oncocnemidinae
- Cleonymia (Cleonymia) baetica sardoa Turati, 1911 (Endemica della Sardegna)
- Metopoceras (Metopoceras) omar maritima Failla-Tedaldi, 1890 (Endemica della Sicilia e della Calabria)
- Stilbia calberlae (Failla-Tedaldi, 1890) (Endemica della Sicilia)
- Xylocampa mustapha italica Parenzan, 1982 (Endemica dell'Italia centrale e meridionale e della Sicilia)

Sottofamiglia Psaphidinae
- Allophyes corsica parenzani de Leaver, 1976 (Endemica dell'Italia centrale e meridionale e della Sicilia)

Sottofamiglia Xyleninae
- Tribù Caradrinini

- Caradrina (Eremodrina) vicina castrensis Berio & Fiumi, 1981 (Endemica dell'Appennino, della Sicilia e di Malta)
  - Tribù Apameini
- Gortyna franciscae (Turati, 1913) (Endemica dei monti della Sardegna)
- Luperina siegeli Berio, 1986 (Endemica della Sardegna)
- Luperina kruegeri Turati, 1912 (Endemica della Sardegna)
- Luperina tiberina (Sohn-Rethel, 1929) (Endemica dell'Italia peninsulare e nordorientale e della Sicilia)
- Luperina samni (Sohn-Rethel, 1929) (Endemica dell'Appennino centrale e meridionale)
- Photedes morrisii sohnretheli (Püngeler, 1907) (Endemica dell'Italia peninsulare e nordorientale e della Sicilia, anche in Canton Ticino)
- Abromias monoglypha sardoa (Turati, 1909) (Endemica di Corsica, Sardegna e Capraia)
- Xylomoia stangelmaieri Mikkola, 1998 (Endemica di Vallevecchia, nel litorale Veneto)
  - Tribù Episemini
- Leucochlaena (Leucochlaena) turatii (Schawerda, 1931) (Endemica della Corsica e della Sardegna)
- Leucochlaena (Leucochlaena) seposita Turati, 1919 (Endemica della Sicilia e della Calabria)
  - Tribù Xylenini
- Agrochola (Anchoscelis) prolai Berio, 1976 (Endemica dell'Appennino centrale e meridionale)
- Conistra (Conistra) iana Zilli & Grassi, 2006 (Endemica della Sicilia)
- Conistra (Orrhodiella) ragusae ragusae (Failla-Tedaldi, 1890) (Endemica dell'Appennino centrale e meridionale e della Sicilia)
- Lithophane (Lithophane) ornitopus pitzalisi Hartig, 1976 (Endemica della Sardegna)
- Lithophane (Prolitha) leautieri cyrnos (Boursin, 1957) (Endemica della Corsica e della Sardegna)
- Antitype suda suda (Geyer, 1832) (Endemica delle Alpi Occidentali e centrali, dalle Alpi Marittime e liguri alla Svizzera meridionale)
- Antitype suda astfaelleri Schawerda, 1925 (Endemica dell'Alto Adige)
- Antitype suda limpida (Dannehl, 1929) (Endemica dell'Appennino centrale)
- Ammoconia senex typhoea (Turati, 1909) (Endemica della Sicilia)
- Dasypolia templi calabrolucana Hartig, 1968 (Endemica dell'Appennino meridionale)
- Dasypolia templi banghaasi Turati, 1914 (Endemica della Sicilia)
- Polymixis (Myxinia) rufocincta calvescens (Boisduval, 1840) (Endemica della Sicilia)
- Polymixis (Myxinia) flavicincta meridionalis (Boisduval, 1840) (Endemica della Corsica e della Sardegna)
- Mniotype anilis sylvatica (Bellier, 1861) (Endemica della Corsica e della Sardegna)

Sottofamiglia Hadeninae
- Tribù Orthosiinae

- Perigrapha (Perigrapha) i-cinctum gepida Hreblay, 1996 (Endemica della Francia sudorientale e del Piemonte)
  - Tribù Hadenini
- Hadula (Calocestra) dianthi parenzani Hacker, 1998 (Endemica della Basilicata e della Calabria)
- Conisania (Conisania) poelli poelli (Stertz, 1915) (Endemica delle Alpi: Valle d'Aosta, Val Senales, Müstairtal e Tirolo settentrionale)
- Conisania (Luteohadena) luteago behouneki (de Freina, 1983) (Endemica della Sardegna)
- Hecatera corsica (Rambur, 1832) (Endemica della Corsica e della Sardegna)
- Hadena (Hadena) vulcanica vulcanica (Turati, 1907) (Endemica della zona dell'Etna)
- Hadena (Hadena) caesia abruzzensis (Draudt, 1934) (Endemica dell'Appennino centrale e meridionale)
- Hadena (Hadena) clara dujardini Boursin, 1959 (Endemica delle Alpes-Maritimes e delle Alpi liguri)
- Hadena (Anepia) sancta protai Berio, 1978 (Endemica della Corsica e della Sardegna)
- Lasionycta calberlai (Staudinger, 1883) (Endemica dell'Italia continentale, con areale esteso al Canton Ticino e alle Alpi francesi)

Sottofamiglia Noctuinae
- Tribù Agrotini

- Euxoa (Euxoa) vitta burmanni Fibiger, 1990 (Endemica del Tirolo e del Trentino-Alto Adige)
- Euxoa (Euxoa) obelisca corsicola Corti, 1928 (Endemica della Corsica e della Sardegna)
- Euxoa (Euxoa) aquilina falleri Schawerda, 1927 (Endemica della Corsica e della Sardegna)
- Euxoa (Euxoa) decora splendida (Turati & Verity, 1912) (Endemica dell'Abruzzo)
- Agrotis endogea endogea Boisduval, 1837 (Endemica della Corsica e della Sardegna)
- Agrotis schawerdai Bytinski-Salz, 1937 (Endemica della Corsica, della Sardegna e delle Isole Baleari)
- Dichagyris vallesiaca vallesiaca (Boisduval, 1837) (Endemica delle Alpi Occidentali e centrali, anche in Francia e Svizzera)
- Ledereragrotis multifida sanctmoritzi (A. Bang-Haas, 1906) Endemica di una ristretta zona delle Alpi tra Italia, Svizzera e Austria)
  - Tribù Noctuini
- Standfussiana lucernea pescona (Corti & Draudt, 1933) (Endemica dell'Abruzzo)
- Standfussiana insulicola (Turati, 1919) (Endemica della Corsica e della Sardegna)
- Epipsilia latens illuminata (Turati, 1919) (Endemica dell'Italia centrale e meridionale)
- Chersotis fimbriola vallensis de Bros, 1962 (Endemica delle Alpi Occidentali dalle Alpi Marittime al Vallese)
- Chersotis fimbriola maravignae (Duponchel, 1826) (Endemica della Sicilia)
- Spaelotis senna einsenbergeri (Hartig, 1934) (Endemica dell'Italia settentrionale e centrale e di una porzione limitata dell'Austria sudoccidentale)
- Xestia (Megasema) ashworthii lactescens (Turati, 1919) (Endemica dell'Appennino centrale)
- Xestia (Xestia) jordani (Turati, 1912) (Endemica della Corsica e della Sardegna)
- Xestia (Xestia) kermesina viridiscens (Turati, 1912) (Endemica della Corsica e della Sardegna)

## Famiglia Erebidae
Sottofamiglia Arctiinae
- Amata (=Syntomis) ragazzii (Turati, 1917) (Endemica dell'Appennino centromeridionale)
- Amata ragazzii ragazzii (Turati, 1917) (Endemica della costa tirrenica)
- Amata ragazzii silaensis (Obraztsov, 1966) (Endemica della Sila Grande; sottospecie di validità dubbia)
- Amata ragazzii asperomontana Stauder, 1917 (Endemica delle montagne della Calabria settentrionale fino all'Aspromonte; sottospecie di validità dubbia)
- Amata (=Syntomis) kruegeri kruegeri Ragusa, 1904 (Endemica delle Alpi meridionali, dal Piemonte al Friuli, dell'Italia peninsulare, della Sicilia e probabilmente della Corsica)
- Arctia konewkaii (Freyer, 1831) (Endemica della Sicilia)
- Chelis simplonica (Boisduva, 1840) (Endemica di Basses-Alpes, Hautes-Alpes, Vallese, Grigioni, Valle d'Aosta, Lombardia e Alto Adige)
- Coscinia bifasciata (Rambur, 1832) (Endemica della Corsica e della Sardegna)
- Coscinia libyssa caligans Turati, 1907 (Endemica dell'Etna)
- Ocnogyna corsica (Rambur, 1832) (Endemica della Corsica e della Sardegna)
- Ocnogyna corsica sardoa Staudinger, 1870 (Endemica della Sardegna)
- Setina alpestris Zeller, 1865 (Endemica delle Alpi meridionali, dal Canton Ticino al Trentino-Alto Adige)
- Setina alpestris alpestris Zeller, 1865 (Endemica dell'Alto Adige meridionale)
- Setina alpestris pseudokuhlweini (Vorbrodt, 1914) (Endemica dell'area tra il Lago Maggiore e il Lago di Como, anche in Canton Ticino)
- Setina alpestris wolfsbergeri (Burmann, 1975) (Endemica del Trentino e del Monte Baldo)
- Setina aurita aurita (Esper, 1787) (Endemica di Piemonte, Vallese, Canton Ticino, Grigioni e alta Val Venosta)
- Setina aurita arterica (Turati, 1914) (Endemica della zona compresa tra la Val Camonica e le località più basse del Canton Ticino)

Sottofamiglia Boletobiinae
- Eublemma elychrisi (Rambur 1833) (Endemica della Corsica, della Sardegna, della Sicilia e dell'Appennino)

Sottofamiglia Herminiinae
- Pechipogo gigantea (Turati, 1911) (Endemica della Sardegna; la validità della specie è dubbia)

Sottofamiglia Lymantriinae
- Lymantria lapidicola kruegeri (Turati, 1912) (Endemica della Sardegna)
- Orgyia (Clethrogyna) trigotephras sicula (Staudinger & rebel, 1901) (Endemica dell'Italia meridionale, della Sicilia e di Malta)
- Orgyia (Clethrogyna) corsica (Boisduval, 1834) (Endemica della Corsica, della Toscana settentrionale e dell'Appennino centrale)
- Orgyia (Clethrogyna) corsica nupera (Turati, 1919) (Endemica della Toscana settentrionale e dell'Appennino centrale)
- Orgyia (Clethrogyna) rupestris (Rambur, 1832) (Endemica della Corsica e della Sardegna)
- Orgyia (Clethrogyna) splendida arcerii (Ragusa, 1923) (Endemica della Sicilia)